# Sielsowiet Mołodów
Sielsowiet Mołodów (biał. Моладаўскі сельсавет, Moładauski sielsawiet; ros. Молодовский сельсовет) – sielsowiet na Białorusi, w obwodzie brzeskim, w rejonie janowskim, z siedzibą w Mołodowie.

## Demografia
Według spisu z 2009 sielsowiety Mołodów i Dostojewo zamieszkiwało 2813 osób, w tym 2689 Białorusinów (95,59%), 57 Rosjan (2,03%), 54 Ukraińców (1,92%), 5 Ormian (0,18%), 3 Polaków (0,11%), 2 osoby innych narodowości i 3 osoby, które nie podały żadnej narodowości.

## Geografia i transport
Sielsowiet położony jest na Polesiu, w północnowschodniej części rejonu janowskiego. Największą rzeką jest Jasiołda. Na jego terytorium znajduje się Rezerwat Biologiczny Abrou.
Przez sielsowiet przebiegają jedynie drogi lokalne.

## Historia
26 czerwca 2013 do sielsowietu Mołodów włączono w całości likwidowany sielsowiet Dostojewo, tj. 12 miejscowości.

## Miejscowości
- agromiasteczka:
  - Dostojewo
  - Mołodów
- wsie:
  - Bussa
  - Karolin
  - Krasiówka
  - Krotowo
  - Łysucha
  - Nowosiółki
  - Osownica
  - Otołczyce
  - Piasczanka
  - Połkotycze
  - Wiły
  - Wólka Dostojewska
  - Zarudzie
  - Zastruże